# Learjet
Learjet è un costruttore di aerei Executive per uso civile e militare. L'azienda fu fondata alla fine degli anni cinquanta da William Powell Lear Jr. come Swiss American Aviation Corporation. Dal 1990, la Learjet è una sussidiaria della Bombardier Aerospace come "Bombardier Learjet Family".
Nel 2021, Bombardier ha cessato la produzione di tutti i velivoli Learjet, con la continuazione del supporto e della manutenzione per gli aeromobili attualmente in servizio.

## Storia

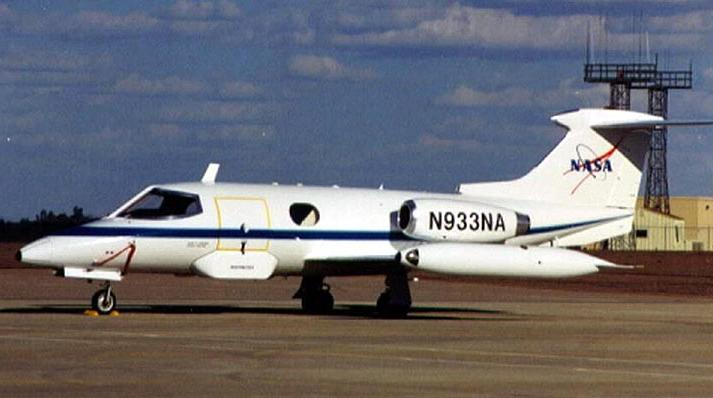
Primo aereo della compagnia, il Learjet 23

Learjet fu una delle prime aziende private a costruire velivoli di classe luxury. Nel secondo dopoguerra, Lear basò il suo velivolo sul militare Marvel. Fondò a Wichita nel Kansas l'azienda che raggiunse i 3200 dipendenti.
Wichita nel Kansas non fu l'unica sede potenziale presa in considerazione per il progetto Lear. Grand Rapids (Michigan) e Ohio furono prese in considerazione. Il Kansas fu preferito. Vi furono altri due costruttori nello stesso Stato, con lavoratori potenzialmente utili alla Learjet. Inoltre allo Stato del Kansas, Lear offrì un bond di 1.2 milioni di $. Il primo bond industriale offerto dalla città. La sede è ancora oggi a Wichita e in continua espansione.
La Learjet iniziò con un progetto degli anni'50 per un caccia svizzero, lo FFA P-16.
La base del P-16 fu vista come buona da Lear per lo sviluppo di velivoli commerciali, e formò la Swiss American Aircraft Corporation a Altenrhein, con progettisti svizzeri, tedeschi e britannici. Il primo velivolo fu designato SAAC-23 o Tina Jet. Per produrre il primo esemplare del jet nel 1962, invece che in Svizzera si preferì spostare le attrezzature a Wichita. Bill Lear Jr si rese conto che si impiegava troppo tempo in Svizzera a fare qualunque cosa anche se a un basso costo del lavoro. LearJet si insediò a Wichita nel settembre 1962. Il 7 febbraio 1963 iniziò l'assemblaggio del primo Learjet. L'anno successivo l'azienda venne rinominata in Lear Jet Corporation.
L'originale Learjet 23 ebbe sei-sette posti a sedere e volò la prima volta il 7 ottobre 1963, e il primo fu venduto nell'ottobre del 1964. Un mese dopo la Learjet divenne una società per azioni. Seguirono i modelli Learjet 24 che volò il 24 febbraio 1966 e il Learjet 25 che volò il 12 agosto 1966. Il 19 settembre l'azienda venne rinominata in Lear Jet Industries Inc.
Il 10 aprile 1967, Bill Lear vendette il 60% delle azioni per 27 milioni di dollari USA alla Gates Rubber Company di Denver; Lear rimase nel consiglio di amministrazione fino al 2 aprile 1969.

## Fusione conGates Aviation
Nel 1969, l'azienda si fuse con la Gates Aviation e venne rinominata in Gates Learjet Corporation. Nel 1971, volò per la prima volta il Model 25 con due Garrett TFE731-2 turbofan. Questo velivolo divenne il Learjet 35. Lo stesso anno l'azienda ricevette il President's "E" Award per l'export.
Nel 1974, la flotta Learjet raggiunse il milione di ore di volo e nel 1975 venne prodotto il 500° jet.
Il 24 agosto 1977, il Learjet 28 fece il primo volo. Il 19 aprile 1979 il prototipo del Learjet 55 volò anch'esso per la prima volta.
Nel 1984, la Gates Learjet inauguro la Aerospace Division. Dopo una momentanea sospensione della produzione, nel febbraio 1986 la sede venne trasferita a Tucson, Arizona e si riavviò la produzione sia a Wichita che a Tucson.
Il 10 settembre 1985, la Aerospace Division vinse un contratto per alcune parti dei motori dello Space Shuttle. Nel 1987, Gates Learjet fu acquisita dalla Integrated Acquisition e rinominata Learjet Corporation. Nel gennaio 1989 tutta la produzione venne spostata da Tucson a Wichita con 1250 dipendenti.

## Bombardier
Nel 1990, Bombardier Aerospace comprò la Learjet Corporation. I velivoli vennero commercializzati come "Bombardier Learjet Family". Il 10 ottobre 1990, volò il primo Learjet 60 e il 7 ottobre 1995 il Learjet 45. Nell'ottobre 2007 Bombardier Learjet lancia il programma Learjet 85, secondo il FAR Part-25 all-composite.
Il 7 ottobre 2008, Bombardier ha celebrato il 45º anniversario Learjet. Durante il Farnborough Air Show, una Formula 1 di Lewis Hamilton ha gareggiato contro un Learjet e vincendo.
Nel 2017, Bombardier viene acquisita da Airbus per completare la propria offerta di aerei commerciali e business. Il costruttore europeo decide di non puntare sui velivoli Learjet, preferendogli i più nuovi ed efficienti Bombardier 600 e Bombardier 7000, nel 2021 viene cessata la produzione di tutti i velivoli Learjet.

## Record
Un Learjet ha detenuto il record di velocità di volo tra Los Angeles e Washington di 4 h e 12 min, superato poi dal Lockheed SR-71 con 64 minuti.

## Velivoli
- Learjet 23 (Lear Jet)
- Learjet 24 (Lear Jet & Gates Learjet)
- Learjet 25 (Lear Jet & Gates Learjet)
- Learjet 28 (Gates Learjet)
- Learjet 29 (Gates Learjet)
- Learjet 31 (Lear Jet & Gates Learjet)

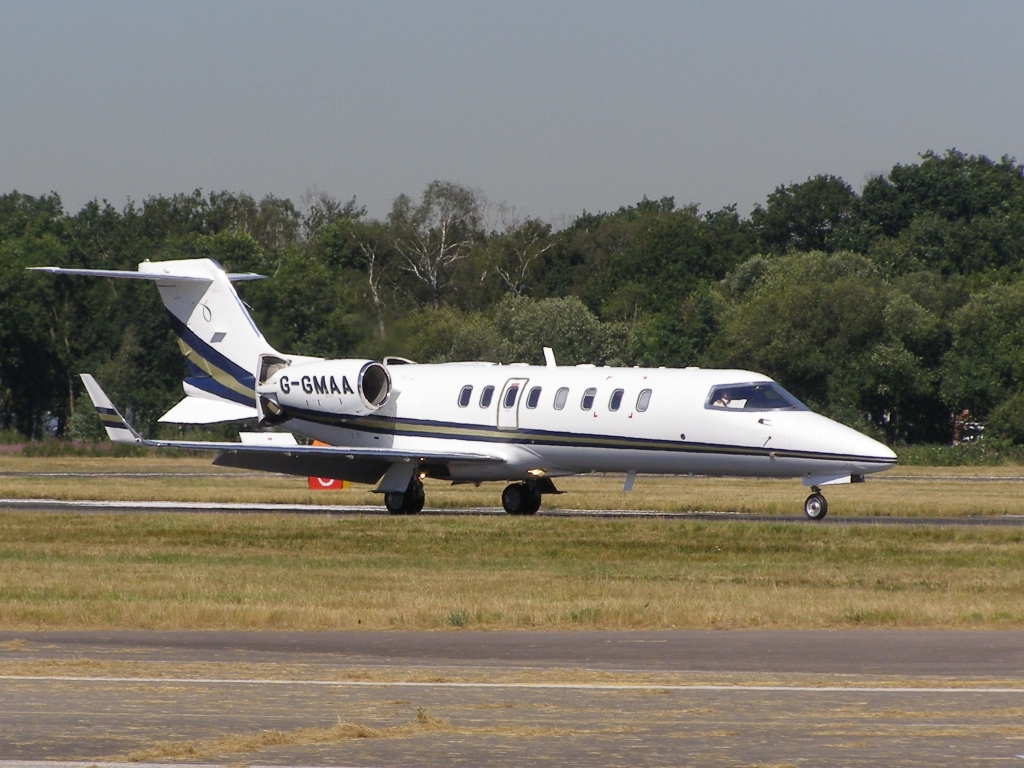
Learjet 45 della Gama Aviation

- Learjet 35 (Learjet, Gates Learjet & Shin Meiwa). Conosciuto come Learjet C-21 per la United States Air Force
- Learjet 36 (Gates Learjet); un Learjet 35 con autonomia aumentata, grazie alla rimozione di due sedili e un serbatoio extra.
- Learjet 40 (Learjet)
- Learjet 45 (Learjet)
- Learjet 55 (Gates Learjet)
- Learjet 60 (Learjet)
- Learjet 70/75 (Learjet)
- Learjet 85 (Learjet)